# アンソニー・ミンゲラ
アンソニー・ミンゲラ（Anthony Minghella, CBE, 1954年1月6日 - 2008年3月18日）は、イギリスの映画監督・脚本家・映画プロデューサー。

## 生涯
ワイト島にて、イタリア人とスコットランド人のハーフでアイスクリーム屋のオーナーである父親とリーズ出身の母親のもとに生まれる。弟と妹は脚本家。
ノースヨークシャー州のハル大学卒業後、舞台を手がけたり、脚本家として活躍。1984年に舞台『Made In Bangkok』でロンドン劇場批評家賞脚本賞を受賞する。1991年に『愛しい人が眠るまで』映画監督としてデビューし、英国アカデミー賞脚本賞を受賞する。
1996年には、マイケル・オンダーチェの小説『イギリス人の患者』を映画化した『イングリッシュ・ペイシェント』が公開され、本作でアカデミー監督賞を受賞。1999年公開の『リプリー』ではアカデミー脚色賞にノミネートされた。
2001年にイギリス王室のCBEの称号を授与された。2003年から2007年まで英国映画協会の会長を務めた。
私生活では香港出身の振付師カロリン・チョアと結婚。子供は2人おり、マックスは俳優になり、ハンナは『リプリー』のアシスタントを務めた。ポーツマスFCのサポーターであった。
2008年3月18日に癌手術後の合併症により病死したことが、英国BBC放送のニュースで報じられた。54歳没。
死後、プロデューサーとして関わった『愛を読むひと』でアカデミー作品賞にノミネートされた（この時、共同プロデューサーだった、シドニー・ポラックも亡くなっており、故人二人のノミネートとなった。この時、本作の製作総指揮だったハーヴェイ・ワインスタインがアカデミー賞の会員に二人の追悼票を促したとされている）。

## 主な作品

### 監督
- 愛しい人が眠るまで Truly Madly Deeply （1991年）
- 最高の恋人 Mr. Wonderful （1993年）
- イングリッシュ・ペイシェント The English Patient （1996年）
- リプリー The Talented Mr. Ripley （1999年）
- コールド マウンテン Cold Mountain （2003年）
- こわれゆく世界の中で Breaking and Entering （2006年）
- No.1レディーズ探偵社The No. 1 Ladies' Detective Agency （2008年）　テレビシリーズ

### 製作
- アイリス Iris （2001年）
- ヘヴン Heaven （2002年）
- 愛の落日 The Quiet American （2002年）
- ザ・インタープリター The Interpreter （2005年）
- 輝く夜明けに向かって Catch a Fire （2006年）
- 愛を読むひと The Reader （2008年）
- マーガレット Margaret （2011年）

### 脚本のみ
- ストーリーテラー （1985年） テレビシリーズ
- モース警部シリーズ Inspector Morse （1987年 - 1990年）　テレビシリーズ
- ニューヨーク、アイラブユー New York, I Love You （2009年）
- NINE Nine （2009年）

### 出演
- つぐない Atonement （2007年）